# USS Houston (SSN-713)
| «Х'юстон»                  | «Х'юстон»                          | «Х'юстон»                          |
| -------------------------- | ---------------------------------- | ---------------------------------- |
| USS Houston (SSN-713)      |                                    |                                    |
|                            |                                    |                                    |
|                            |                                    |                                    |
| Порт приписки              | Бремертон, штат Вашингтон          | Бремертон, штат Вашингтон          |
| Спуск на воду              | 21 березня 1981 року               | 21 березня 1981 року               |
| Виведений зі складу флоту  | 26 серпня 2016 року                | 26 серпня 2016 року                |
| Сучасний статус            | В резерві                          | В резерві                          |
| Проєкт                     |                                    |                                    |
| Тип ПЧ                     | ПЧАРК                              | ПЧАРК                              |
| Класифікація НАТО          | Los Angeles class                  | Los Angeles class                  |
| Основні характеристики     |                                    |                                    |
| Швидкість (надводна)       | 25 вузлів                          | 25 вузлів                          |
| Швидкість (підводна)       | 30 вузлів                          | 30 вузлів                          |
| Робоча глибина занурення   | 290 метрів                         | 290 метрів                         |
| Гранична глибина занурення | 450 метрів                         | 450 метрів                         |
| Екіпаж                     | 110 (12 офіцерів)                  | 110 (12 офіцерів)                  |
| Розміри                    |                                    |                                    |
| Довжина найбільша (по КВЛ) | 110,3 метра                        | 110,3 метра                        |
| Ширина корпусу найб.       | 10 метрів                          | 10 метрів                          |
| Середня осадка (по КВЛ)    | 9,7 метра                          | 9,7 метра                          |
| Водотоннажність надводна   | 5744 тонни                         | 5744 тонни                         |
| Озброєння                  |                                    |                                    |
| Торпедно- мінне озброєння  | 4 × 21 в (533 мм) торпедні апарати | 4 × 21 в (533 мм) торпедні апарати |

«Х'юстон» (англ. USS Houston (SSN-713)) — багатоцільовий атомний підводний човен, є 26-тим в серії з 62 підводних човнів типу «Лос-Анджелес», побудованих для ВМС США. Він став четвертим кораблем ВМС США з такою назвою, Підводний човен названий на честь міста Х'юстон четвертого за кількістю жителів міста в Сполучених Штатах Америки та найбільше міста в штаті Техас. Номер корпусу субмарини 713 відповідає коду міста Х'юстону на момент його побудови. Призначений для боротьби з підводними човнами і надводними кораблями противника, а також для ведення розвідувальних дій, спеціальних операцій, перекидання спецпідрозділів, нанесення ударів, мінування, пошуково-рятувальних операцій.

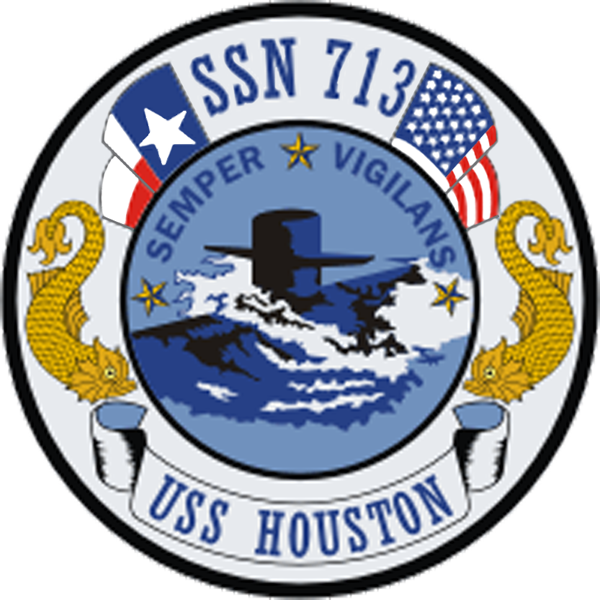
Емблема човна

Контракт на будівництво субмарини був присуджений 1 серпня 1975 року суднобудівної компанії Newport News Shipbuilding, сухий док якої розташований в Ньюпорт-Ньюс, штат Вірджинія. Церемонія закладання кіля відбулася 29 січня 1979 року. Церемонія хрещення і спуску на воду відбулася 21 березня 1981 року. Хрещеною матір'ю стала Барбара Буш, дружина віце-президента США Джорджа Буша. Введена в експлуатацію 25 вересня 1982 року в Норфолку, штат Вірджинія. Порт приписки Норфолк. З 23 листопада 1983 року портом приписки стала військово-морська база підводних човнів у Сан-Дієго, штат Каліфорнія. З 24 грудня 2004 року новим портом приписки стала військово-морська база Апра, Гуам. З 17 січня 2012 року портом приписки стала військово-морська база Перл-Харбор, Гаваї.
26 серпня 2016 року на військово-морській базі Кітсап відбулася церемонія виведення з експлуатації підводного човна, після 33-х років активної служби.